# Espers Wiesenrauten-Silbereule
Espers Wiesenrauten-Silbereule (Panchrysia v-argenteum), auch als  Espers Wiesenrauten-Goldeule  bezeichnet, ist ein Schmetterling (Nachtfalter) aus der Familie der Eulenfalter (Noctuidae).

## Merkmale
Espers Wiesenrauten-Silbereule ist ein mittelgroßer Falter mit einer Flügelspannweite von 36 bis 44 Millimetern aus der Unterfamilie der Goldeulen (Plusiinae). Die Falter haben rötlich braune Vorderflügel mit einem silberfarbenen Zeichen in Form eines V mit einem darüber liegenden Strich. Weitere Striche oder Punkte befinden sich im kastanienbraunen Mittelfeld. Daneben liegen mehrere Linien, die dunkelbraun, hellbraun, rosa und gelblich gefärbt sind. Dadurch unterscheidet sich die Art von den sonst ähnlichen Arten Ziest-Silbereule (Autographa pulchrina) und Jota-Silbereule (Autographa jota).
Die Raupen sind grün gefärbt und haben eine von zwei hellen, stark gewellten Linien begrenzte dunkle Rückenlinie sowie helle Nebenrückenlinien und gelbliche Seitenstreifen.

## Ähnliche Arten
- Ziest-Silbereule (Autographa pulchrina)
- Jota-Silbereule (Autographa jota)

## Geographische Verbreitung und Lebensraum
Espers Wiesenrauten-Silbereule kommt  im gesamten Alpenraum vor. Außer in den Südalpentälern ist sie aber recht selten. Man findet sie noch in Höhen von 1.400 Metern. Die Verbreitung erstreckt sich in südöstlicher Richtung bis nach Griechenland. Die Art bevorzugt trockene, warme Gebiete.

## Lebensweise
Espers Wiesenrauten-Silbereule ist nachtaktiv und fliegt auch künstliche Lichtquellen an. Die Weibchen legen die Eier an der Futterpflanze ab, aus denen im September die Raupen schlüpfen und sich dann von den Blättern  verschiedener Pflanzen ernähren, wie beispielsweise:
- Wiesenrauten (Thalictrum)
- Wiesenrauten-Muschelblümchen (Isopyrum thalictroides)

Sie überwintern und verpuppen sich überwiegend im Mai des folgenden Jahres. Die Falter fliegen von Mai bis September, je nach Höhenlage in zwei Generationen.

## Gefährdung
Die Art kommt in Deutschland nur in Bayern vor und wird in der Roten Liste gefährdeter Arten in Kategorie R (Extrem seltene Art bzw. Art mit geographischer Restriktion) eingestuft.